# صندلی آئرون
صندلی آئرون (به انگلیسی: Aeron Chair) یک صندلی اداری فروخته شده توسط هرمان‌میلر است که اولین بار در سال ۱۹۹۴ میلادی عرضه شد. در سال ۲۰۱۰ میلادی، آن را «پرفروش‌ترین صندلی آمریکا» نامیدند. این صندلی در مجموعهٔ دائمی موزهٔ هنر مدرن به نمایش گذاشته شده‌ است. این صندلی توسط دان چادویک و بیل استامف طراحی شد و برای طراحی صنعتی آن تمجیدهای زیادی دریافت کرده‌ است.